# Heinrich Koch (architekt)
Heinrich Koch (24. prosince 1781 Maikammer u Špýru – 1. července 1861 Bernstein) byl rakousko-německý architekt a umělecký řemeslník.
Studoval na Akademii výtvarných umění ve Vídni. Od roku 1827 pracoval jako dvorní architekt Kinských, po roce 1834 jako dvorní architekt Ditrichštejnů., několikrát pracoval také pro uherskou rodinu Károlyiů.

## Dílo
- Zámek Černíkovice
- Letohrádek Kinských

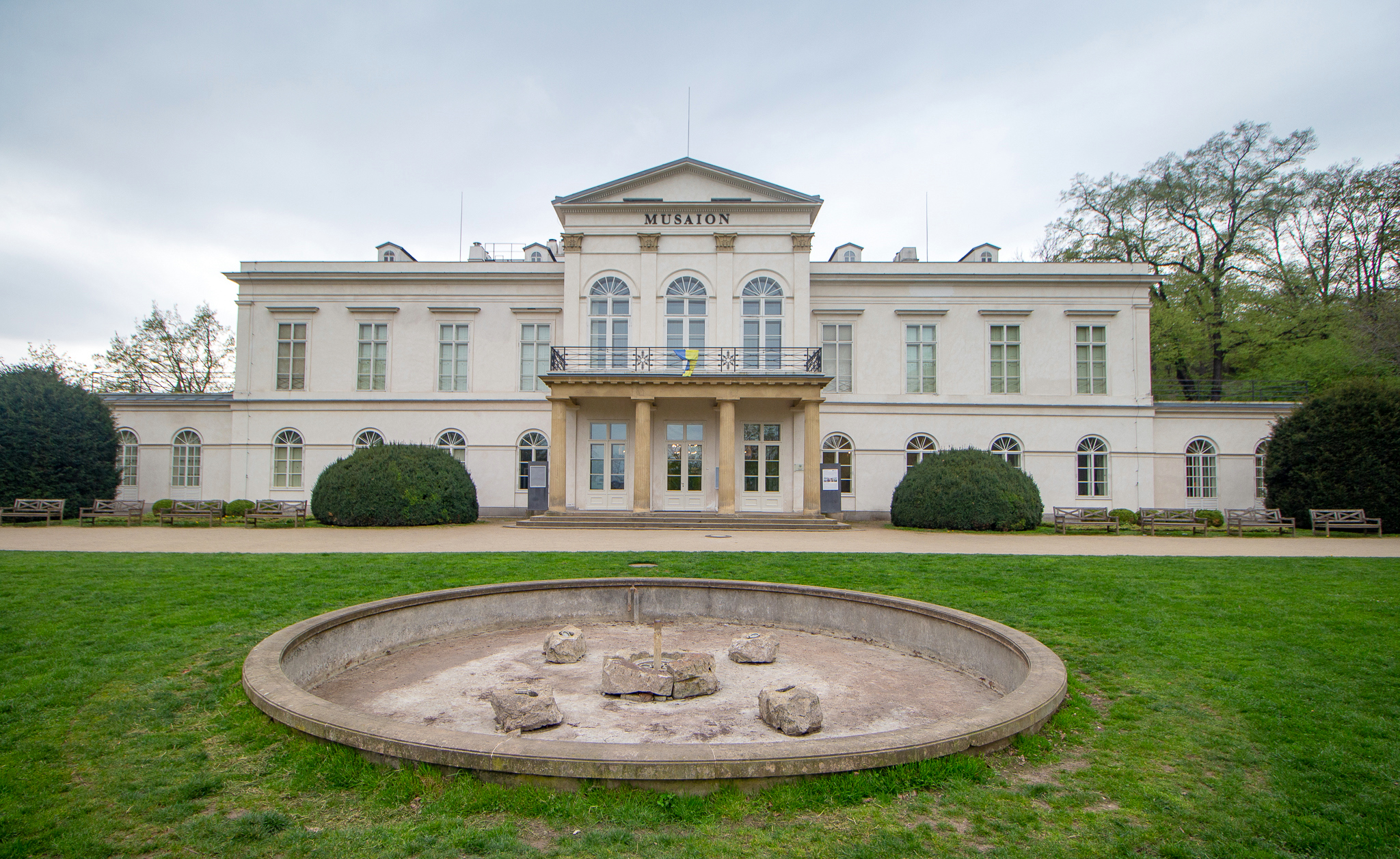
Letohrádek Kinských v Praze

- Nový zámek Kinských v Kostelci nad Orlicí
- Palác Károlyi, Budapest, H, Karolyi Mihaly utca 16
- Palác Szechenyi, Šoproň, Szechenyi ter 1, H
- Clam-Gallasův palác, Wien 9, Währingerstraße 32
- Ditrichštejnská hrobka